# Ochotona
Las picas, pikas, liebres silbadoras o conejos de roca (Ochotona) son un género de mamíferos lagomorfos de la familia Ochotonidae. Es el único género de la familia que persiste hoy. A diferencia del género extinto Prolagus, las especies de Ochotona han perdido el último molar superior.
Presentan una apariencia muy similar a la de los cobayas comunes. Su dentadura presenta en el maxilar cuatro incisivos, seis premolares y cuatro molares, y en la mandíbula tienen dos incisivos, cuatro premolares y seis molares. Su cola es tan corta que casi ni se ve y su cuerpo está cubierto de un pelaje denso y suave. Viven en comunidades bastante numerosas, tanto en llanos como en montes, y se alimentan casi exclusivamente de hierbas. El nombre de liebre silbadora lo deben a un silbido que emiten de vez en cuando. En Europa se conoce una sola especie, Ochotona pusillus, que también se encuentra en algunas zonas de Asia. De hecho, en Asia es el continente donde habitan más especies de este género, aunque también se encuentran algunas en Norteamérica.

## Características

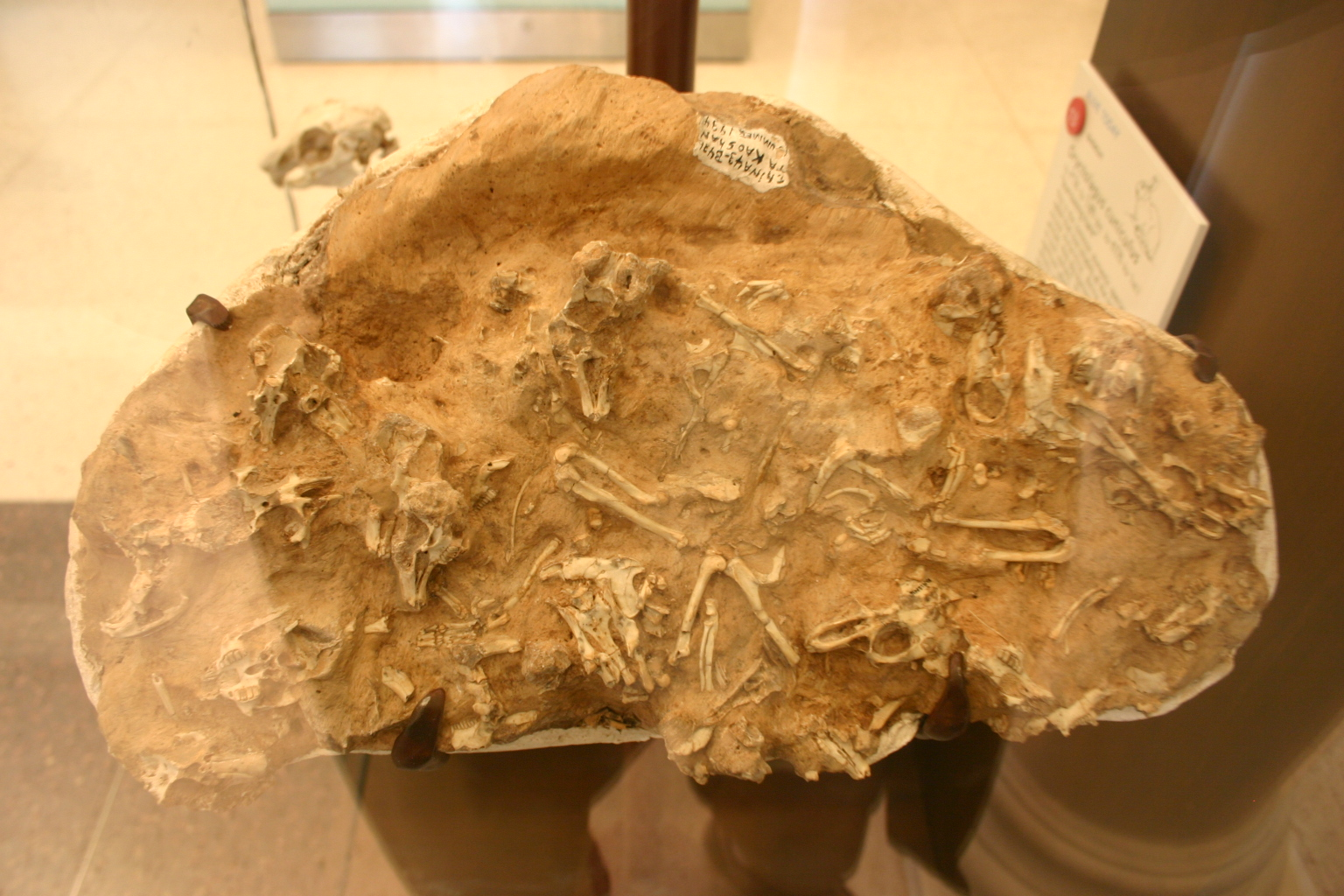
Fósiles de Ochotona.

Las pikas son mamíferos pequeños, con extremidades cortas y orejas redondeadas. Miden alrededor de 15 a 23 cm y pesan entre 120 a 350 g, dependiendo de la especie. Al igual que los conejos, después de comer producen inicialmente unas heces verdes y blandas, que vuelven a comer para nutrirse más antes de producir las bolitas fecales sólidas finales. Se sabe que las pikas de collar almacenan pájaros muertos en sus madrigueras para alimentarse durante el invierno y se comen las heces de otros animales.
Estos animales son herbívoros y se alimentan de una amplia variedad de materia vegetal, incluyendo hierbas, sedges, ramitas de arbustos, musgo y líquenes. Al igual que otros lagomorfos, las pikas tienen incisivos que roen y no tienen caninos, aunque tienen menos molares que los conejos; tienen una fórmula dental de: {\displaystyle {\tfrac {2.0.3.2}{1.0.2.3}}}. Otra similitud que las pikas comparten con otros lagomorfos es que la parte inferior de sus patas está cubierta de pelo y, por tanto, carecen de almohadillas para las patas.
Las pikas que viven en las rocas tienen camadas pequeñas de menos de cinco crías, mientras que las especies que viven en madrigueras tienden a dar a luz a más crías y a reproducirse con más frecuencia, posiblemente debido a una mayor disponibilidad de recursos en sus hábitats nativos. Las crías nacen tras un periodo de gestación de entre 25 y 30 días.

## Hábitat

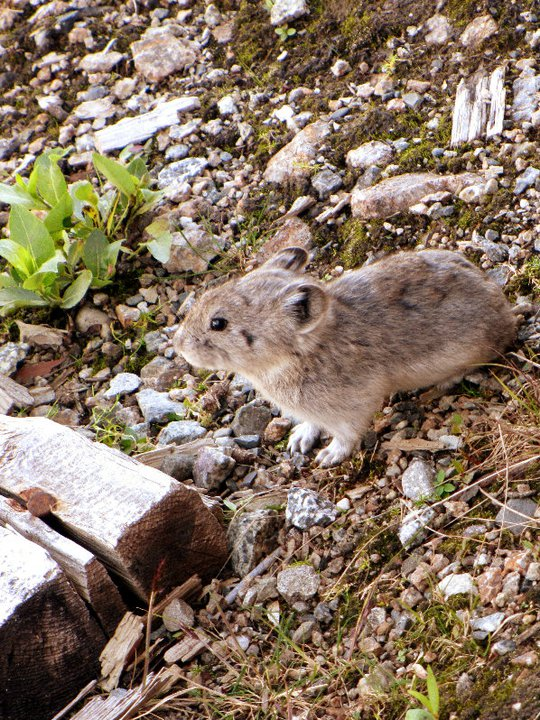
Pica de collar en Hatcher Pass, Alaska.

Las pikas son nativas de climas fríos en Eurasia y América del Norte. La mayoría de las especies viven en laderas de montañas rocosas, donde hay numerosas grietas disponibles para su refugio, aunque algunas pikas también construyen toscas madrigueras. Unas pocas especies de madrigueras son nativas de las tierras abiertas de la estepa. En las montañas de Eurasia los pikas suelen compartir sus madrigueras con los montifringillas, que construyen allí sus nidos. Las pikas necesitan temperaturas frías para vivir, y pueden morir si se exponen a temperaturas superiores a 25,5 °C. El cambio de temperaturas ha obligado a algunas poblaciones de picas a restringir sus áreas de distribución a elevaciones aún mayores.

## Actividad

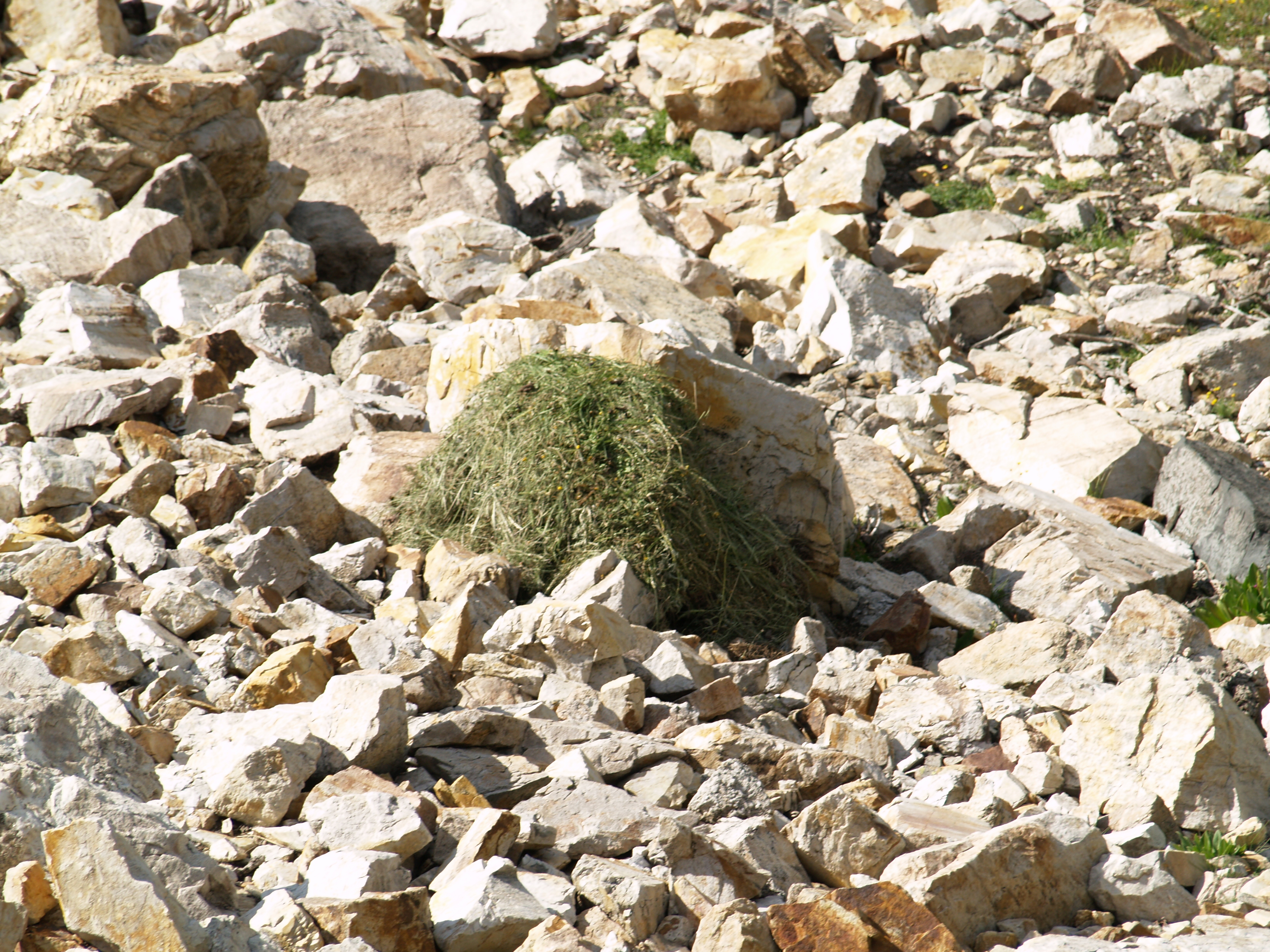
Apilamiento de hierba secándose en las rocas para su posterior almacenamiento, Little Cottonwood Canyon, Utah.

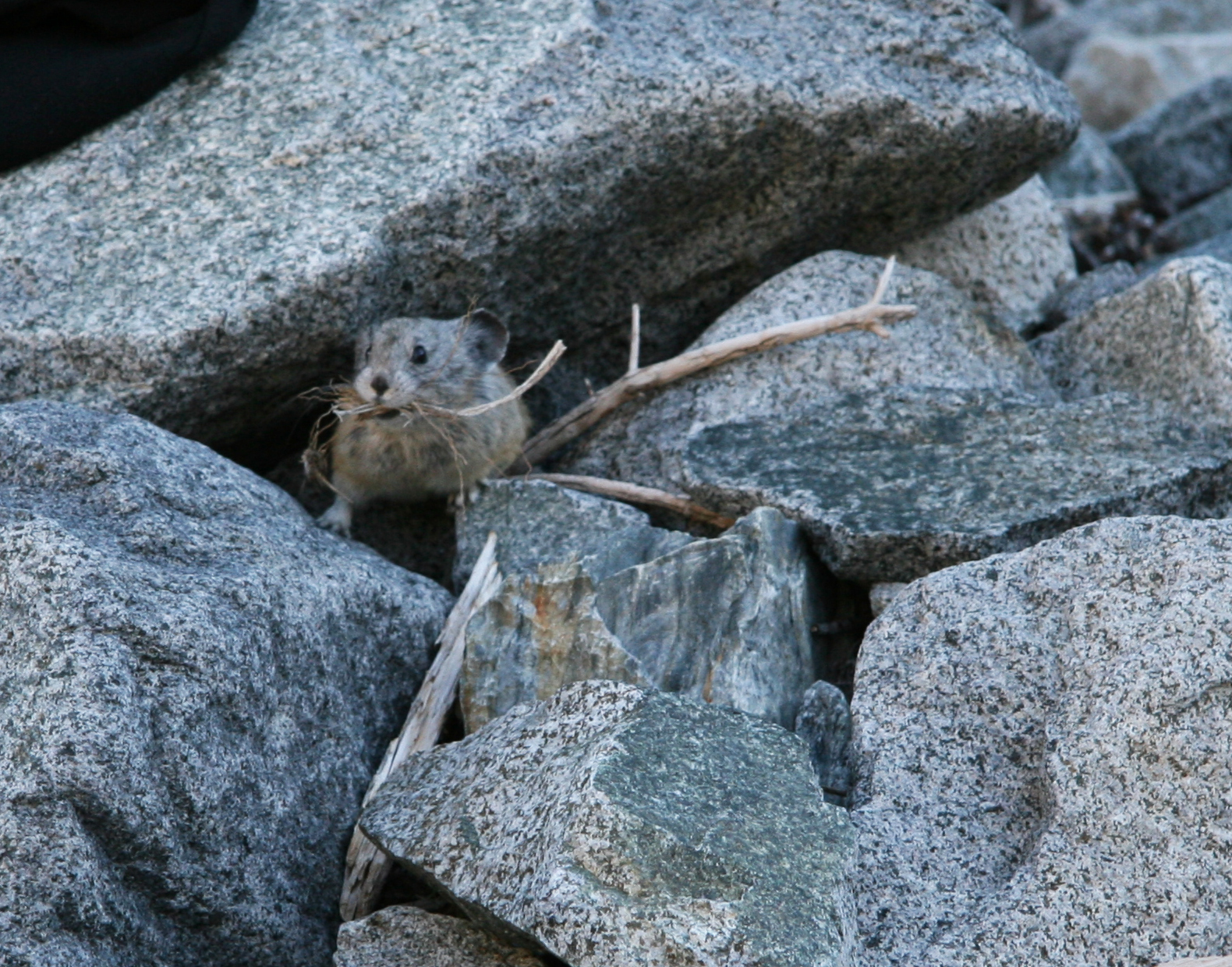
Pica americana con la boca llena de hierba seca, Sequoia National Park, California.

Las pikas son diurnas o crepusculares, siendo las especies de mayor altitud generalmente más activas durante el día. Muestran su máxima actividad justo antes de la temporada de invierno. Las pikas no hibernan por lo que generalmente pasan el tiempo durante el verano recogiendo y almacenando comida para el invierno. Cada pica que vive en las rocas almacena su propio "montón de heno" de vegetación seca, mientras que las especies que viven en madrigueras suelen compartir sus reservas de comida con sus compañeros de madriguera. El comportamiento de henificación es más importante en las zonas más elevadas. Muchas de las vocalizaciones y comportamientos sociales de las picas están relacionados con la defensa de los montones de heno.
El impacto de la actividad humana en los ecosistemas de la tundra donde viven los pikas se ha registrado desde la década de 1970. En lugar de hibernar durante el invierno, las pikas buscan hierbas y otras formas de materia vegetal y almacenan estos hallazgos en guaridas protegidas en un proceso llamado "henificación" con el que se mantienen durante las temporadas de invierno. A veces los pikas piensan que los humanos son depredadores, por lo que a veces responden a los humanos como lo hacen con otras especies que pueden estar realmente depredando a los pikas. Tales interacciones con los humanos se han relacionado con que los pikas tienen cantidades reducidas de tiempo de búsqueda de alimento, limitando en consecuencia la cantidad de comida que pueden almacenar para los meses de invierno. Las pikas son incapaces de soportar temperaturas circundantes superiores a los 25 °C, por lo que deben pasar su tiempo en regiones sombreadas y fuera de la luz solar directa cuando las temperaturas son altas. También se ha encontrado una relación entre los aumentos de temperatura y la pérdida de tiempo de búsqueda de alimento, donde por cada aumento de 1 °C a la temperatura ambiente en los paisajes alpinos que albergan a los pikas estos pierden el 3% de su tiempo de búsqueda de alimento.
Los pikas euroasiáticos suelen vivir en grupos familiares y comparten las tareas de recolección de alimentos y vigilancia. Algunas especies son territoriales. Las pikas norteamericanas ('O. princeps y O. collaris) son asocial, llevando una vida solitaria fuera de la época de cría.

## Duración de vida
La esperanza de vida promedio de las pikas en la naturaleza es aproximadamente de siete años. La edad de una pika puede determinarse por el número de líneas de adhesión en el hueso periostal de la mandíbula inferior. La esperanza de vida no difiere entre los sexos.

## Dialectos
Las pikas tienen distintas llamadas, que varían en duración. La llamada puede ser corta y rápida, un poco más larga y prolongada o cantos largos. Las llamadas cortas son un ejemplo de variación geográfica. Las pikas determinan el momento apropiado para hacer llamadas cortas escuchando las pistas para la localización del sonido. Las llamadas se utilizan para el reconocimiento individual, las señales de advertencia de los depredadores, la defensa del territorio, o como una forma de atraer al sexo opuesto. También hay diferentes cantos según la estación del año. En primavera los cantos se hacen más frecuentes durante la época de cría. A finales del verano las vocalizaciones se convierten en llamadas cortas. A través de diversos estudios, las características acústicas de las vocalizaciones pueden ser una herramienta taxonómica útil.

## Especies

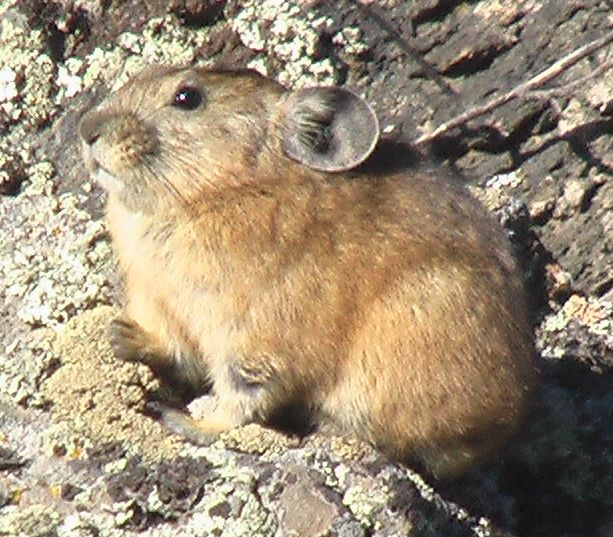
Ochotona alpina, Mongolia.

- Ochotona alpina
- Ochotona argentata
- Ochotona cansus
- Ochotona collaris
- Ochotona coreana
- Ochotona curzoniae
- Ochotona dauurica (especie tipo)
- Ochotona erythrotis
- Ochotona forresti
- Ochotona gaoligongensis
- Ochotona gloveri
- Ochotona himalayana
- Ochotona hoffmanni
- Ochotona huangensis
- Ochotona hyperborea
- Ochotona iliensis
- Ochotona koslowi
- Ochotona ladacensis
- Ochotona macrotis
- Ochotona mantchurica
- Ochotona muliensis
- Ochotona nigritia
- Ochotona nubrica
- Ochotona opaca
- Ochotona pallasi
- Ochotona princeps
- Ochotona pusilla
- Ochotona syrinx
- Ochotona roylei
- Ochotona rufescens
- Ochotona rutila
- Ochotona thibetana
- Ochotona thomasi
- Ochotona turuchanensis

## Especies extintas
Muchas formas fósiles de Ochotona se describen en la literatura, desde el período del Mioceno hasta el Holoceno temprano (especies extintas) y la actualidad (16.4-0 Ma). Vivieron en Europa, Asia y América del Norte. Algunas especies mencionadas a continuación son comunes en Eurasia y América del Norte (O. gromovi, O. tologoica, O. zazhigini y probablemente O. whartoni).
- Eurasia
  - Formas grandes
    - †Ochotona chowmincheni (China: área de Baode, fin del Mioceno)[14][15][16]
    - †Ochotona gromovi (Asia, Plioceno, ver también América del Norte)[16]
    - †Ochotona gudrunae (China: Shanxi, Pleistoceno temprano)[14][15][16]
    - †Ochotona guizhongensis (Tíbet, fin del Mioceno)[14][16][17]
    - †Ochotona lagreli (China: Mongolia Interior, fin del Mioceno hasta fin del Plioceno)[14][15][16][17]
    - †Ochotona magna (China, Pleistoceno temprano)[14][16][18]
    - †Ochotona tologoica (Transbaikalia, Plioceno, ver también América del Norte)[14][16][18]
    - †Ochotona transcaucasica (Transcaucasia: este de Georgia y Azerbaiyán, Transbaikalia y probablemente el sur de Europa, Pleistoceno temprano a fin del Pleistoceno)[14][15][16]
    - †Ochotona ursui (Rumania, Plioceno)[14][16]
    - †Ochotona zasuchini (Transbaikalia, Pleistoceno)[14][16][18]
    - †Ochotona zazhigini (Asia, Plioceno, ver también América del Norte)[14][16]
    - †Ochotona zhangi (China, Pleistoceno)[14][16][18]

  - Formas medianas
    - †Ochotona agadjianiani (Asia, Plioceno)[16]
    - †Ochotona antiqua (Moldavia, Ucrania y la llanura rusa, Cáucaso y probablemente Rodas, fin del Mioceno al Plioceno)[14][15][16]
    - †Ochotona azerica (Transcaucasia: Azerbaiyán, Plioceno medio)[14][18]
    - †Ochotona lingtaica (Asia, Plioceno)[14][16]
    - †Ochotona dodogolica (Asia: oeste de Transbaikalia, Pleistoceno)[15][16]
    - †Ochotona nihewanica (China: Hebei, Pleistoceno temprano)[14][15][16][19]
    - †Ochotona plicodenta (Asia, Plioceno)[14][16]
    - †Ochotona polonica (Europa: Polonia, Alemania, Francia, Plioceno)[14][15][16]

  - Formas pequeñas
    - †Ochotona bazarovi (Asia, Plioceno superior)[14][18][19]
    - †Ochotona dehmi (Alemania: Schernfeld, Pleistoceno)[14][16]
    - †Ochotona filippovi (Siberia, Pleistoceno)[14][19]
    - †Ochotona gracilis (Asia, Plioceno)[14][16]
    - †Ochotona horaceki (Eslovaquia: Honce, Pleistoceno))[14][16]
    - †Ochotona minor (China, fin del Mioceno)[14][16][17]
    - †Ochotona sibirica (Asia, Plioceno)[14][16]
    - †Ochotona valerotae (Francia: sitio de Valerots, Pleistoceno)[14][16]
    - †Ochotona youngi (Asia, Plioceno)[16]
    - y otros.[14][16]

  - Otros ejemplos
    - †Ochotona agadzhaniani (Transcaucasia: Armenia, Plioceno)[14]
    - †Ochotona alaica (Asia: Kirguistán, Pleistoceno)[14]
    - †Ochotona (Proochotona) eximia (Moldavia, Ucrania, Rusia, Kazajistán, Mioceno al Plioceno)[14]
    - †Ochotona (Proochotona) gigas (Ucrania, Plioceno)[14]
    - †Ochotona gureevi (Transbaikalia, Plioceno medio)[14][18]

  - †Ochotona hengduanshanensis (China, Pleistoceno)[14]
    - †Ochotona intermedia (Asia, Plioceno)[14][16]
    - †Ochotona (Proochotona) kalfaense (Europa: Moldavia, Mioceno)[14]
    - †Ochotona (Proochotona) kirgisica (Asia: Kirguistán, Plioceno)[14]
    - †Ochotona kormosi (Hungría, Pleistoceno)[14][15]
    - †Ochotona (Proochotona) kurdjukovi (Asia: Kirguistán, Plioceno)[14]
    - †Ochotona largerli (Georgia, Pleistoceno)[14]
    - †Ochotona lazari (Ucrania, Pleistoceno)[14]
    - †Ochotona mediterranensis (Turquía, Plioceno)[14]
    - †Ochotona ozansoyi (Turquía, Mioceno)[14]
    - †Ochotona pseudopusilla (Ucrania y llanura rusa, Pleistoceno)[14][16]
    - †Ochotona spelaeus (Ucrania, fin del Pleistoceno)[14][20]
    - †Ochotona tedfordi (China: cuenca de Yushe, fin del Mioceno)[14][15]
    - †Ochotona cf. whartoni (Óblast de Irkutsk y Yakutia, Pleistoceno, ver también América del Norte)[16]
    - †Ochotona zabiensis (sur de Polonia, Pleistoceno temprano)[14][15]
    - †Ochotona sp. (Grecia: Maritsa, Plioceno)[16]
    - †Ochotona sp. (Hungría: Ostramos, Pleistoceno)[16]
    - †Ochotona sp. (Siberia, Pleistoceno)[16]
    - †Ochotona sp. (Yakutia, Pleistoceno)[16]
- América del Norte
  - †Ochotona gromovi (EE. UU.: Colorado, Plioceno, ver también Eurasia)[14]
  - †Ochotona spanglei (EE. UU., fin del Mioceno o principios del Plioceno)[14][16][19][21][n 1]
  - †Ochotona tologoica (EE. UU.: Colorado, Plioceno, ver también Eurasia)[14]
  - †Ochotona whartoni (pika gigante, EE. UU., Canadá, Pleistoceno hasta el Holoceno temprano, ver también Eurasia)[14][16][19][22][23][n 2]
  - †Ochotona wheatleyi (EE. UU.: Alaska, Plioceno, fin del Pleistoceno)[14]
  - †Ochotona zazhigini (EE. UU.: Colorado, Pleistoceno, ver también Eurasia)[14]
  - pikas pequeñas extintas similares al grupo O. pusilla (Pleistoceno)[16][19]

Los paleontólogos también han descrito varias formas de pika no referidas a especies específicas (Ochotona indet.) o no identificadas con certeza (O. cf. antiqua, O. cf. cansus, O. cf. daurica, O. cf. eximia, O. cf. gromovi, O. cf. intermedia, O. cf. koslowi, O. cf. lagrelii, O. cf. nihewanica). Los estatus de Ochotona (Proochotona) kirgisica y O. spelaeus son inciertos.
El grupo "pusilla" de pikas se caracteriza por dientes masticadores arcaicos (plesiomórficos) y tamaño pequeño.
Las especies de América del Norte migraron desde Eurasia. Invadieron el Nuevo Mundo dos veces:
- O. spanglei durante el Mioceno más reciente o principios del Plioceno, seguido por un espacio de aproximadamente tres millones de años en el registro conocido de pikas de América del Norte.[16]
- O. whartoni (pika gigante) y pikas pequeñas a través del Puente Terrestre de Bering durante el Pleistoceno más temprano.[16]

Se conocen también en Siberia Ochotona cf. whartoni y pikas pequeñas del grupo O. pusilla. Las especies actuales y endémicas de América del Norte aparecieron en el Pleistoceno. Se ha sugerido que la pika collareja de América del Norte (O. collaris) y la pika americana (O. princeps) descendieron del mismo ancestro que la pika de la estepa (O. pusilla).
El rango de Ochotona fue más extenso en el pasado, con especies extintas y existentes que habitaban Europa Occidental y América del Norte Oriental, áreas que actualmente carecen de pikas. Fósiles del Pleistoceno de la pika de estepa existente O. pusilla, nativa de Asia, también se han encontrado en muchos países de Europa, desde el Reino Unido hasta Rusia, desde Italia hasta Polonia, y la pika norteña asiática existente O. hyperborea en un lugar en el Pleistoceno medio de los Estados Unidos.

## Nota
1. ↑  Ochotona spanglei in the Paleobiology Database.[21]
2. ↑  Ochotona whartoni in the Paleobiology Database.[23][pdb 1][pdb 2][pdb 3][pdb 4][pdb 5][pdb 6]

1. ↑  Jopling, A. V. (1981). «Stratigraphic, Sedimentological and Faunal Evidence for the Occurrence of Pre-Sangamonian Artefacts in Northern Yukon». Arctic 34 (1). doi:10.14430/arctic2499.
2. ↑  Harington, C. R. (1978). «Quaternary vertebrate faunas of Canada and Alaska and their suggested chronological sequence». Syllogeus 15.
3. ↑  Harington, C. R. (1990). «Vertebrates of the last interglaciation in Canada: A review». Geographie Physique et Quaternaire 44 (3): 375. doi:10.7202/032837ar.
4. ↑  Storer, J. E. (2004). «A Middle Pleistocene (late Irvingtonian) mammalian fauna from Thistle Creek, Klondike Goldfields region of Yukon Territory, Canada». Paludicola 4 (4): 137-150.
5. ↑  Tedford, R. H.; Wang, X; Taylor, B. E. (2009). «Phylogenetic Systematics of the North American Fossil Caninae (Carnivora: Canidae)». Bulletin of the American Museum of Natural History 325: 1-218. S2CID 83594819. doi:10.1206/574.1. hdl:2246/5999.
6. ↑  Additional contributors to utilized records of Paleobiology Database (authorizers supplying these records) include John Alroy, Jonathan Marcot.